# Конституція Міхновського

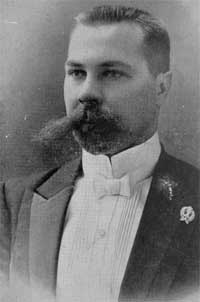
Микола Міхновський — перший ідеолог українського націоналізму та організатор війська

Конституція Міхновського, «Основний Закон Самостійної України — Спілки народу українського» — проєкт Конституції України як вільної соборної федеративної держави, складений Миколою Міхновським і опублікований у Львові в першому (та єдиному) номері часопису «Самостійна Україна» за вересень 1905 (друкований орган УНП, на 12 сторінках, нелегально поширювався на Наддніпрянщині).
Від часів Пилипа Орлика (1710) це було першою спробою накреслити суспільні та політичні основи буття незалежної української держави. Проект спирався на ідеологічну платформу Тарасівців (1891), ставши наступним етапом її еволюції.
Україна визначалась ним як «Всеукраїнська Спілка вільних і самоправних земель», утворених на підставі своїх природних особливостей та відмінностей і заселених українцями. Усі українські етнічні землі, від Сяну по Кубань, від Карпат до Кавказу, — на правах федерації мали увійти до складу Всеукраїнської Спілки.